# Palazzi e ville di Ancona
Per palazzi e ville di Ancona si intendono gli edifici pubblici e privati presenti nella città di Ancona di particolare rilievo architettonico e artistico. Ancona, antica capitale della Repubblica autonoma, antica alleata della Repubblica di Ragusa e dell'Impero bizantino, contrastò per secoli la Serenissima e il Papato che ripetutamente tentarono di danneggiare i suoi traffici marittimi o di sottometterla. Questi edifici sono testimonianza del suo glorioso passato. Presenta opere architettoniche di diversi stili architettonici: dal romanico al gotico, dal barocco all'eclettico, dal Novecento italiano al razionalismo.

## I palazzi
| Immagine | Denominazione                     | Epoca di costruzione        | Stile architettonico                           | Posizione                        | Commissione                             | Descrizione |
| -------- | --------------------------------- | --------------------------- | ---------------------------------------------- | -------------------------------- | --------------------------------------- | --- |
|          | Palazzo del Senato                | XIII secolo                 | Romanico                                       | Piazza del Senato, 14            | Repubblica di Ancona                    | Il palazzo venne eretto come sede del Consiglio senatorio nel primo quarto del XIII secolo; più precisamente prima del 3 novembre 1225, quando il Comune cedette la sua antica sede (l'attuale Palazzo Arcivescovile) alla nobile famiglia Cortesi. |
|          | Palazzo degli Anziani             | XIII-XVIII secolo           | Romanico, Gotico, Rinascimentale, Tardobarocco | Piazza Stracca, 3                | Libero comune di Ancona                 | Sede storica delle Magistrature cittadine sin dall'Alto Medioevo, a partire dall'XI secolo, luogo dove si riuniva il Consiglio degli Anziani della neonata Repubblica. Il primo edificio venne fatto costruire nel 425 d.C. da Galla Placidia, come sede dell'amministrazione imperiale, fu distrutto dai Saraceni nell'839. |
|          | Palazzo del Governo               | XIV-XV secolo               | Gotico, Rinascimentale                         | Piazza del Plebiscito, 13        | Libero comune di Ancona                 | Dopo l'incendio del 1348 del palazzo degli Anziani qui venne trasferita la sede del potere civico. Eretto già prima del 1381, venne ampliato nel 1418 -50 inglobando una torre medievale. Dal 1484 venne ristrutturato in forme rinascimentali da Francesco di Giorgio Martini, Michele di Giovanni con il figlio Alvise di Michele e Melozzo da Forlì. Dal 1532 entrò, con la città, nelle proprietà papali, divenendo la sede dei governatori apostolici. Oggi è sede della Prefettura. |
|          | Loggia dei Mercanti               | 1442-XVI secolo             | Gotico, Rinascimentale                         | Via della Loggia, 34             | Repubblica di Ancona                    | Venne costruito nel 1442 dall'architetto Giovanni Pace detto il Sodo, come luogo destinato alle riunioni e trattative dei mercanti. La facciata, in stile gotico veneziano, è dell'architetto Giorgio da Sebenico che vi lavorò dal 1451 al 1459. L'interno venne ristrutturato da Pellegrino Tibaldi tra il 1558 ed il 1561. |
|          | Palazzo Benincasa                 | 1446-47 e XVIII secolo      | Gotico                                         | Via della Loggia, 26-32          | Famiglia Benincasa                      | Fu realizzato nel XV secolo da Giorgio Orsini da Sebenico per volere del ricco armatore e mercante anconitano Dionisio Benincasa. |
|          | Palazzo Cresci-Antiqui            | XV-XVIII secolo             | Gotico e Barocco                               | Via della Loggia, 5              | Conti Cresci-Antiqui                    | Venne eretto verso la metà del XV secolo, di cui conserva ancora in facciata gli arconi ogivali con fregi in cotto e il disegno delle finestre, il pozzo del cortile interno e due piccoli portali nelle vie laterali; quello su via della Catena è attribuito a Marino di Marco Cedrino. Fu fortemente ristrutturato nel XVIII secolo. |
|          | Palazzo Camerata                  | XVI-XVIII secolo            | Rinascimentale-Barocco                         | Via Manfredi Fanti, 9            | Famiglia Camerata                       | Venne eretto nel XVI secolo, di cui conserva l'altana. Fortemente ristrutturato nel XVIII secolo, la facciata restò incompiuta. Venne pesantemente danneggiato dalla Seconda guerra mondiale. |
|          | Palazzo Bosdari                   | 1560-XVII secolo            | Manierista                                     | Via Ciriaco Pizzecolli, 17       | Conti Bosdari                           | Nel 1560 iniziarono i lavori di ristrutturazione dell'edificio secondo l'aspetto attuale. Il progetto è attribuito a Pellegrino Tibaldi, autore anche degli affreschi del piano nobile. |
|          | Palazzo Mancinforte               | XVI-XVIII secolo            | Rinascimentale-Barocco                         | Lungomare Vanvitelli, 18         | Conti Mancinforte                       | Il palazzo risale al XVI secolo, ma subì modifiche nel '600 e nel '700. Durante la dominazione francese con decreto napoleonico del 27 giugno 1811 fu sede della Camera di Commercio con la presidenza del Prefetto del Dipartimento del Metauro. La decorazione pittorica del palazzo era attribuita a Pellegrino Tibaldi. Tuttavia con i Bombardamenti di Ancona del 1943-1944 il palazzo fu distrutto, rimanendo solo i muri perimetrali fino al primo piano. Venne ricostruito reimpiegando gli elementi architettonici superstiti. Oggi è sede dell'Hotel Palace.                           |
|          | Palazzo Ferretti                  | 1560-XVIII secolo           | Manierista-Barocco                             | Via Gabriele Ferretti, 6         | Conti Ferretti                          | I disegni sembra siano di Antonio da Sangallo il Giovane (1540-43), ma la costruzione e decorazione dell'edificio, avvenne fra il 1560 e il 1566 ad opera di Pellegrino Tibaldi. Partecipò anche Federico Zuccari che il 1577 e il 1585 eseguì gli affreschi del salone al secondo piano. Nel XVIII secolo venne rimaneggiato da Luigi Vanvitelli. |
|          | Palazzo Fabbri                    | XVI secolo                  | Rinascimentale                                 | Via Ciriaco Pizzecolli, 7        | Famiglia Fabbri                         | Il palazzo risale al XVI secolo, quando venne eretto in stile rinascimentale. Presenta sulla facciata un portale con bugnato a punte di diamante. |
|          | Palazzo Gozzi-Gondola-De Foresta  | fine XVI- inizi XVII secolo | Manierista                                     | Piazza del Plebiscito, 23        | Famiglia Gondola                        | Il palazzo risale al XVI secolo, vidimorò Luigi Gozzi (1457-1538), committente della pala Gozzi di Tiziano, oggi in Pinacoteca. Rimaneggiato nel tra 1587-1589 dalla famiglia Gondola, conserva nel cortile una vera da pozzo con datazione 1589. |
|          | Palazzo Baldi                     | XVII secolo                 | Manierista                                     | Piazza Stracca, 1                | Famiglia Baldi                          | Il palazzo risale al XVII secolo, quando venne eretto in stile Tardo-rinascimentale. All'interno si conservano resti della quattrocentesca Cappella dei Mercanti. |
|          | Palazzo Mengoni-Ferretti          | 1592-XVIII secolo           | Barocco                                        | Piazza del Plebiscito, 33        | Conti Ferretti                          | Il palazzo venne costruito nel 1592 sulle antiche mura duecentesche quando fu aperta la piazza. Nel 1690 l'edificio fu molto danneggiato da un terremoto, e in seguito fu ricostruito nelle forme attuali.intero bene, L'edificio per le sue caratteristiche costruttive, tipologiche e architettoniche può essere fatta risalire alla fine del secolo XVII e inizio del secolo XVIII. |
|          | Palazzo Rinaldini                 | XVII-XVIII secolo           | Barocco                                        | Via Nicola Matas, 40             | Famiglia Rinaldini                      | Il palazzo venne eretto tra la fine del XVII e l'inizio del XVIII secolo, inglobando parti medievali. I bombardamenti aerei del maggio 1944 provocarono al distruzione del vicino contento dei Frati Minori, che crollò seppellendo un lato del palazzo. I lavori di sgombero e ripristino, fecero riapparire una Domus romana del 1 secolo, di tombe galliche e resti medievali. |
|          | Palazzo Marcolini                 | XVII-XVIII secolo           | Barocco                                        | Via Nicola Matas, 37             | Conti Marcolini                         | Il palazzo venne eretto tra la fine del XVII e l'inizio del XVIII secolo. Conserva la facciata con belle cornici barocche alle finestre e al portale. I bombardamenti aerei del maggio 1944 provocarono la perdita degli interni. |
|          | Palazzo Nembrini-Gonzaga          | XVII-XVIII secolo           | Barocco                                        | Piazza del Plebiscito, 21        | Marchesi Nembrini-Gonzaga               | Il palazzo venne costruito nel XVII secolo su via Bernabei, e venne ampliato successivamente per raggiungere la retrostante Piazza del Plebiscito. La risistemazione settecentesca dell'intero complesso, che ingloba parti del XV secolo, è opera di Carlo Marchionni. È una grande costruzione che si sviluppa su due cortili interni, l'imponente facciata che dà sulla piazza è settecentesca. All'interno si conserva lo scalone neoclassico, ricondotto a Carlo Marchionni o al figlio Filippo.                                                                                            |
|          | Palazzo Pichi                     | XV-XVIII secolo             | Tardobarocco                                   | Via Aurelio Saffi, 22            | Conti Pichi                             | Il palazzo venne costruito nel XV secolo, di cui conserva i bugnati angolari, e poi completamente trasformato nel XVIII secolo. Dal 12 al 14 maggio 1814 ospitò papa Pio VII, fermatosi ad Ancona di ritorno dalla Francia verso Roma. Con i Bombardamenti di Ancona del 1943-1944il palazzo perse tutti gli interni che erano decorati a stucchi e affreschi. |
|          | Palazzo Rescanzi-Schelini         | XVI-XIX secolo              | Tardobarocco                                   | Piazza del Plebiscito, 17        |                                         | Il palazzo venne costruito nel XVI secolo su via Bernabei, e venne ampliato successivamente per raggiungere la retrostante Piazza del Plebiscito. La facciata è ottocentesca. |
|          | Palazzo Milesi-Ferretti           | 1730                        | Barocco                                        | Via Ciriaco Pizzecolli, 41       | Conti Milesi                            | Il palazzo edificato in stile barocco a partire dal 1730, qaundo la famiglia, di origini baergamasco-dalmata, venne aggregata al patriziato di Ancona. Il progetto è opera di Francesco Maria Ciaraffoni. |
|          | Palazzo Bonarelli                 | XVIII secolo                | Barocco                                        | Via Ciriaco Pizzecolli, 14       | Conti Bonarelli                         | Il palazzo edificato in stile barocco nel XVIII su progetto di Francesco Maria Ciaraffoni. I 1º maggio 1754 venne aperto nel palazzo il Casino di divertimento che diventerà Casino Dorico. Nel 1797 vi ebbe sede la Corte Anconitana, organizzata dopo l'arrivo delle truppe francesi. |
|          | Palazzo Jona-Millo                | 1759-70                     | Tardobarocco                                   | Corso Mazzini, 7                 | Marchesi Millo                          | Il palazzo venne rifatto in stile Tardobarocco su disegni di Luigi Vanvitelli, al quale si deve il caratteristico balcone angolare. Il progetto è opera di Carlo Marchionni e la costruzione di Francesco Maria Ciaraffoni. |
|          | Palazzo Ricotti                   | XVIII secolo                | Tardobarocco                                   | Piazza San Francesco d'Assisi, 9 | Conti Ricotti                           | Il palazzo venne rifatto in stile Tardobarocco su edifici precedenti dei qauli conserva un arco gotico quattrocentesco con decorazioni in cotto sulla fianco sinistro. |
|          | Palazzo Mastai                    | XVIII secolo                | Tardobarocco                                   | Piazza San Francesco d'Assisi, 7 | Conti Mastai                            | Il palazzo venne rifatto in stile Tardobarocco con importante facciata divisa da lesene ioniche e portale bugnato dei qauli conserva un arco gotico quattrocentesco con decorazioni in cotto sulla fianco sinistro. |
|          | Palazzo Perozzi                   | XVIII secolo                | Barocco                                        | Via della Loggia, 44             | Conti Perozzi                           | Il palazzo venne eretto in stile barocco nel XVIII secolo su architetture preesistenti. Conserva all'interno pitture coeve. |
|          | Palazzo Boccosi                   | XVIII secolo                | Barocco                                        | Via della Loggia, 40             |                                         | Il palazzo venne eretto in stile barocco nel XVIII secolo. Conserva solo la facciata col portale bugnato, il resto andò perduto durante la Seconda guerra mondiale. |
|          | Palazzo Bernabei                  | XVI-XVIII                   | Tardobarocco                                   | Via Bernabei                     | Famiglia Bernabei                       | Il palazzo venne costruito nel XVI secolo, di cui rsta il portale sulla facciata. Nel XVIII venne completamente ristrutturato da Francesco Maria Ciaraffoni. Presenta una seconda facciata settecentesca su Piazza del Plebiscito |
|          | Palazzo Marganetti                | 1787                        | Tardobarocco                                   | Piazza del Plebiscito, 17        | Famiglia Marganetti                     | Il palazzo venne costruito nel 1787 da Carlo Marchionni e Francesco Maria Ciaraffoni. |
|          | Palazzo Mei-Gentilucci            | XVIII secolo                | Tardobarocco                                   | Via Giuseppe Birarelli, 11       | Conti Torriglioni                       | Il palazzo venne eretto nel XVI secolo dai Torriglioni, come da stemma sul portale. Passato agli Acciajuoli, quando Filippo venne eletto cardinale nel 1763, vi trasferì la sede episcopale (che vi restò fino al 1816) e rinnovò completamente il palazzo, a cui si deve la facciata incompiuta. Il 21 giugno del 1800 papa Pio VI fece visita a palazzo Acciajuoli. Nel 1818 accolse la compagnia del teatro "La Fenice". Il palazzo subì notevoli danni durante i bombardamenti del 1943. Conserva un portale del 1660 e, all'interno, soffitti con affreschi o cassettonati, settecenteschi. |
|          | Palazzo Ferretti del Pozzolungo   | XVIII secolo                | Tardobarocco                                   | Piazza del Senato, 7             | Conti Ferretti del Pozzolungo           | L'edificio attuale si deve ad una ristrutturazione settecentesca che unì più edifici medievali e rinascimentali, già sorte su strutture di epoca romana. Nel 1823-24 venne acquistato dalla Camera Apostolica per farne la nuova sede arcivescovile. |
|          | Palazzo Casari-Bonanni            | XVIII secolo                | Barocco                                        | Scale San Francesco, 20-27       | Famiglia Casari (stuccatori-decoratori) | Il palazzo venne eretto nel XVIII secolo dai Casari, famiglia di stuccatori e decoratori. Passa in seguito ai conti Bonanni. Fortemente danneggiato dai Bombardamenti di Ancona del 1943-1944, conserva ancora lo scalone e la cappella di Sant'Anna.. |
|          | Palazzo Cadolini                  | XVIII secolo                | Tardobarocco                                   | Piazza San Francesco d'Assisi, 2 | Famiglia Cadolini                       | Il palazzo venne eretto su progetto dell'architetto Francesco Maria Ciaraffoni nel XVIII secolo. Sorge sul sito del trecentesco Palazzo delle Appellazioni, fatto demolire dai cardinal Egidio Albornoz al momento della conquista della città in seguito alla Battaglia di Paterno del 1355, col pretesto d'esser stato luogo di "pratiche magico-oscene". |
|          | Palazzo Simonetti-Gallo-Carradori | XVIII secolo                | Tardobarocco                                   | Corso Mazzini, 64                | Principi Simonetti                      | Il palazzo venne eretto in stile barocco nel XVIII secolo e presenta una bella faccita in laterizi con lesene ioniche e portale in pietra bianca. |
|          | Palazzo Pierantoni-Nasuti         | 1850 ca.                    | Neobarocco                                     | Via Giacomo Matteotti, 99        |                                         | Il palazzo venne eretto in stile neobarocco dopo il bombardamento austriaco del 1849. È detto Fiorato, dalle decorazioni a graffito sulla facciata. |
|          | Palazzo di Giustizia              | 1883-84                     | Neorinascimentale                              | Corso Giuseppe Mazzini, 95       |                                         | Il palazzo venne eretto in stile Tardo-neorinascimentale su progetto dell'ingegnere Alessandro Benedetti, per ospitare gli uffici della pretura, del tribunale e dell'archivio provinciale. Le sale interne furono decorate ad affresco dal bolognese Luigi Samoggia. Il palazzo, fortemente danneggiato dal terremoto del 1972, fu integralmente ristrutturato nel 1988. |
|          | Palazzo delle Poste               | 1926                        | Neoclassico                                    | Largo XXIV Maggio, 2             | Regno d'Italia (1861-1946)              | Il palazzo venne eretto in stile neoclassico dall'architetto Guido Cirilli, simmetricamente, di fronte al palazzo del Comune. Oggi è sede del Ministero Sviluppo Economico - Ispettorato Territoriale di Marche e Umbria. |
|          | Palazzo del Popolo                | 1926-31                     | Eclettico                                      | Largo XXIV Maggio, 1             | Regno d'Italia (1861-1946)              | Il palazzo venne eretto in stile eclettico dall'architetto Amos Luchetti Gentiloni ed inaugurato nel 1932, con il nome di "Palazzo del Littorio" e con la funzione di sede del Partito Fascista, simmetricamente, di fronte al palazzo delle Poste, nel 1947 divenne la sede del Comune di Ancona, a causa del danni bellici che subì la storica sede precedente, il Palazzo degli Anziani. Dal 2011 la funzione di municipio è condivisa con il Palazzo degli Anziani, dove si riunisce il consiglio comunale.                                                                                  |

## Le ville
| Immagine | Denominazione               | Epoca di costruzione      | Stile architettonico      | Posizione                                                | Commissione          | Descrizione |
| -------- | --------------------------- | ------------------------- | ------------------------- | -------------------------------------------------------- | -------------------- | --- |
|          | Villa Ferretti del Giardino | 1560-62                   | Manierista                | Viale della Vittoria 30-32                               | Conti Ferretti       | La villa venne eretta dai conti Ferretti nel XVI secolo, come residenza estiva. Il progetto è opera di Pellegrino Tibaldi, autore anche degli affreschi del salone, andati perduti durante l'assedio francese del 1799. |
|          | Villa Ferretti di Varano    | XVI-XVIII secolo          | Tardobarocco              | Contrada Santa Maria di Vico - Varano di Ancona          | Conti Ferretti       | La villa venne eretta dal conte Angelo di Girolamo Ferretti fra il 1560 e il 1566. Nel 1610 l'edificio fu ampliato con l'aggiunta di un nuovo corpo di fabbrica. Tra il 1770 e il 1773, Corrado Feretti fece ulteriori ampliamenti per trasformare l'edificio, utilizzato come casino di caccia, in una vera e propria residenza. Nel XIX secolo il secondo e terzo nucleo del palazzo furono uniti da un corridoio su due piani poggiante su arcate. |
|          | Villa Colle Ameno           | XVI-XVIII secolo          | Tardobarocco              | Via di Colle Ameno, 5 - Torrette di Ancona               | Conti Camerata       | La villa venne eretta dai conti Camerata verso la fine del XVI secolo, come residenza estiva. Totalmente ristrutturata nel XVIII secolo i stile tardobarocco, i lavori terminarono nel 1795. Napoleone stesso vi soggiornò. Nel 1908 Luigi Rocchi-Camerata-Passionei, senza eredi, donò il complesso ad un ordine religioso di Ancona. Nel 1938 arrivarono le prime suore e ribattezzarono l'edificio Maria “Stella Maris”. Andato in abbandono, negli anni ‘70, venne acquistata dell’Arcidiocesi di Ancona-Osimo, che vi fondò un Centro Pastoriale con casa per ferie. |
|          | Villa Foschi-Getsemani      | XVII-XVIII secolo         | Barocco                   | Via Giuseppe Verdi, 20 - Montesicuro di Ancona           |                      | La villa venne eretta dai Foschi nel XVII secolo come villa padronale, al tempo al centro della vasta azienda agricola. Aveva sia funzioni residenziali che di stoccaggio. Venne modificata del '700; oggi Villa Getsemani. |
|          | Villa Favorita              | XVIII-XIX secolo          | Neoclassico               | Via Oliviero Zuccarini, 15 - Baraccola di Ancona         | Conti Ricotti        | La villa venne eretta dai conti Ricotti tra la fine del XVIII e l'inizio del XIX secolo, come residenza estiva. Il 29 settembre 1860, vi viene firmata la Pace fra i generali Fanti e Lamoricière dopo la battaglia di Castelfidardo; annettendo, di fatto, Ancona al Regno d'Italia. Restaurata nel 1989, è dal 18 maggio 1998 è sede dell'Istituto superiore di studi economici Adriano Olivetti (ISTAO). |
|          | Villa Beer                  | XVIII-XIX secolo          | Neoclassico               | Via delle Grazie, 67                                     |                      | La villa venne eretta nell'800, come villa padronale, a ridosso di una casa di campagna del XVIII secolo. Con essa forma due corpi di fabbrica distinti ma connessi |
|          | Villa Perozzi-Rinaldi       | XVIII e XX secolo         | Tardobarocco e Liberty    | Via Maiolati, 11                                         | Conti Perozzi        | La villa venne eretta nel '700 dai Perozzi come villa estiva. Presenta un facciata concava con frontone. Nel 1905 venne fortemente ristrutturata, aggiungendo due corpi laterali terrazzati a formare una pianta a "U". Venne ridecorata in stile Art Nouveau |
|          | Villa Bonomi-Marchetti      | prima metà del XIX secolo | Eclettismo - Neomedievale | Via di Pontelungo, 166 - Varano di Ancona                | Cav. Giovanni Bonomi | Venne eretta nel prima metà dell'800 come casino di caccia dal cavalier Giovanni Bonomi, ricco commerciante anconetano. Nelle sembianze di un piccolo castello, consta di un possente corpo rettangolare sovrastato da due torri merlate. Presenta un viale d'ingresso e un vasto giardino all'italiana. |
|          | Villa Carradori             | prima metà del XIX secolo | Tardobarocco              | Strada Comunale Aspio Candia, 192-194 - Varano di Ancona | Conti Carradori      | I conti Carradori di Macerata, realizzano questa villa come residenza estiva intorno alla prima metà dell'Ottocento. Presenta un viale d'ingresso e un vasto giardino all'italiana. |
|          | Villa Santa Margherita      | 1896                      | Eclettismo                | Via Santa Margherita - rione del Passetto                | famiglia Almagià     | La villa, il suo suggestivo giardino romantico e i suoi alberi monumentali, nacque come residenza signorile nell'Ottocento, divenne poi convento dei Frati Minori (da cui uno dei nomi con il quale è conosciuto il suo parco: "Giardino dei Frati") ed è ora la sede dell'Istituto nazionale ricovero e cura anziani (INRCA). Nel giardino sono presenti un'aranciera, un belvedere, varie fontane; l'interno è decorato con dipinti murali liberty. |
|          | Villa Almagià               | 1905                      | Eclettismo                | Via Flaminia, 368 - Palombina di Ancona                  | Edoardo Almagià      | il romano Edoardo Almagià commissiona la villa all'architetto Giulio Magni. Quest'ultimo la realizzerà fra il 1904 e il 1905 ispirandosi alle fortificazioni medievali. |